# 2040.
2040. je peto desetletje v 21. stoletju med letoma 2040 in 2049. 